# Andy van der Meyde
Andy van der Meijde, mais conhecido como Andy van der Meyde (Arnhem, 30 de setembro de 1979) é um ex-futebolista neerlandês. Andy Van der Meyde era conhecido pelas suas habilidades com a bola, e também ficou conhecido pelo voleio que resultou em gol pela Inter de Milão contra o Arsenal em 2003.

## Títulos
Ajax Amsterdam
- Eredivisie: 1997–98, 2001–02
- KNVB Cup: 1997–98, 1998–99, 2001–02
- Supercopa dos Países Baixos: 2002

Internazionale
- Copa da Itália: 2004–05